# Vergelijking van Arrhenius
De vergelijking van Arrhenius of arrheniusvergelijking beschrijft de invloed van de temperatuur op de reactiesnelheidsconstante, en dus op snelheid van chemische reacties, de reactiesnelheid. De vergelijking is genoemd naar de Zweedse wetenschapper Svante Arrhenius, die de vergelijking opstelde in 1899.
De gemiddelde hoeveelheid thermische energie die moleculen bij een bepaalde temperatuur bezitten is gelijk aan {\displaystyle RT}, waar {\displaystyle R} de molaire gasconstante is. De fractie moleculen die genoeg energie hebben om de energiebarrière (degene met meer energie dan de activeringsenergie {\displaystyle E_{\mathrm {A} }}, uitgedrukt in joule per mol) te overwinnen, hangt exponentieel af van de verhouding tussen de activerings- en thermische energie. Dit vormt de vergelijking van Arrhenius:
{\displaystyle k=A\mathrm {e} ^{\frac {-E_{\mathrm {A} }}{RT}}}
met
- {\displaystyle k}: de reactiesnelheidsconstante voor de beschouwde reactie bij een bepaalde temperatuur.
- {\displaystyle A}: de pre-exponentiële factor of de frequentiefactor specifiek voor elke reactie. Deze verandert nauwelijks bij een verhoging van de temperatuur. Een verhoging van de temperatuur met 10 K vanaf kamertemperatuur (295 K) leidt tot een verhoging met een factor 1,03. De factor achter {\displaystyle A}, {\displaystyle \mathrm {e} ^{\frac {-E_{\mathrm {A} }}{RT}}}, verandert typisch met een factor van ongeveer 2 bij een temperatuursverhoging van 10 K (bij reacties die goed verlopen bij kamertemperatuur).

Men kan zien dat of het verhogen van de temperatuur of het verlagen van de activeringsenergie (bijvoorbeeld door het gebruik van katalysatoren) de reactiesnelheid verhoogt.
Zowel {\displaystyle k} als {\displaystyle A} moeten voor een specifieke reactie experimenteel bepaald worden.
De arrheniusvergelijking is een empirische vergelijking. Een meer theoretisch onderbouwde vergelijking, die hiermee verwant is, is de vergelijking van Eyring:
{\displaystyle k=\kappa {\frac {kT}{h}}\mathrm {e} ^{-{\frac {\Delta G^{\ddagger }}{RT}}}}
waarin
- {\displaystyle \Delta G^{\ddagger }} de activeringsgibbsenergie is;
- {\displaystyle k} de constante van Boltzmann; {\displaystyle h} de constante van Planck; en
- {\displaystyle \kappa } de transmissiecoëfficiënt, een getal dat aangeeft welke fractie van moleculen die de transitietoestand bereiken ook effectief producten vormen.

Deze formule is niet zoals die van Arrhenius experimenteel afgeleid maar komt uit de transitietoestandstheorie ontwikkeld door Eugene Wigner, Henry Eyring, Michael Polanyi en Meredith Gwynne Evans in de jaren 1930. Deze theorie gebruikt de golfmechanica en statistische thermodynamica om het energieverloop en de reactiesnelheid van een scheikundige reactie te bepalen.